# Paul Hendrickx
Paul-Jan-Remi Hendrickx, né le 26 janvier 1906 à Termonde et mort le 15 octobre 1969 à Sint-Gillis-bij-Dendermonde, est un homme politique belge.

## Mandats
- Conseiller communal de Sint-Gillis-bij-Dendermonde : 1933
- Membre de l'Assemblée générale de l'Union catholique belge : 1934
- Conseiller provincial de Flandre-Orientale : 1936-1946
- Échevin de Sint-Gillis-bij-Dendermonde : 1939-1946
- Bourgmestre de Sint-Gillis-bij-Dendermonde : 1947
- Sénateur : 1960-1961

## Sources
- P. Van Molle, Het Belgisch parlement, p. 174 en 407;

- Ressource relative à plusieurs domaines :   - ODIS